# Havelock Ellis
Henry Havelock Ellis, känd som Havelock Ellis, född den 2 februari 1859 i Croydon, England, död den 8 juli 1939 i Hintlesham, England, var en brittisk läkare och psykolog, författare och social reformator som studerade mänsklig sexualitet.

## Biografi
Havelock Ellis var son till en sjökapten och fick redan från sju års ålder följa med fadern på resor till främmande länder. Efter sin grundläggande utbildning och återkomst till England 1879 hade han bestämt sig för att ta upp studiet av mänsklig sexualitet och påbörjade därför en utbildning till läkare.
Han studerade vid St Thomas Hospital Medical School, men gjorde aldrig någon regelmässig medicinsk praktik. Sin utbildning bekostade han med hjälp av ett litet arv, men även genom inkomster som redaktör för den litterära Mermaid-serien, vilken bestod av mindre kända elisabetanska och jakobinska dramatiker. Han blev medlem av föreningen Fellowship of the New Life 1883 och träffade där nydanare som Eleanor Marx, Edward Carpenter och George Bernard Shaw.
Den engelska utgåvan av Ellis bok Sexual Inversion (1897), skriven tillsammans med John Addington Symonds och ursprungligen publicerad på tyska 1896, var den första engelskspråkiga, medicinska läroboken om homosexualitet. Den beskriver sexuella relationer mellan män, och mellan män och pojkar. Ellis skrev den första objektiva studien av homosexualitet. Han karaktäriserade inte läggningen som en sjukdom, klassade den inte som omoralisk eller som ett brott.
Ellis utvecklade också andra viktiga psykologiska begrepp såsom autoerotik och narcissism, vilka båda senare vidareutvecklades av Sigmund Freud. Hans inflytande kan mycket väl också ha gällt en brittisk författare som Radclyffe Hall, som var ungefär 17 år gammal vid tiden för utgivningen av Sexual Inversion. Hon skulle senare kalla sig själv för en "sexuell invers" och skrev om kvinnliga "sexuella invertererskor" i romaner som Miss Ogilvy Finds Herself och Ensamhetens brunn.
Ellis studerade också det som idag kallas transpersoner. Vid sidan av Magnus Hirschfeld anses Ellis vara väsentlig för utvecklingen av sexologin genom etablerandet av en ny kategori skild från homosexualitet. Ellis var medveten om Hirschfelds studier av transvestiter, men oense om hans terminologi. Ellis föreslog 1913 termen sexo-estetisk inversion för att beskriva fenomenet. År 1920 myntade han begreppet eonism, som kommer från namnet på en historisk gestalt, Chevalier d'Eon.
Ellis är mest känd för sina sexualpsykologiska arbeten bland annat i det stora verket Studies in the psychology of sex som kom ut i sju delar åren 1897–1928. I förkortad svensk översättning heter det Sexuell psykologi (1934).